# Њубери (Флорида)
Њубери (енгл. Newberry) град је у америчкој савезној држави Флорида. По попису становништва из 2010. у њему је живело 4.950 становника.

## Демографија
Према попису становништва из 2010. у граду је живело 4.950 становника, што је 1.634 (49,3%) становника више него 2000. године.
| Група             | 2000.         | 2010.         |
| Белци             | 2.646 (79,8%) | 3.719 (75,1%) |
| Афроамериканци    | 542 (16,3%)   | 715 (14,4%)   |
| Азијати           | 8 (0,2%)      | 67 (1,4%)     |
| Хиспаноамериканци | 88 (2,7%)     | 354 (7,2%)    |
| Укупно            | 3.316         | 4.950         |